# یهودی سرگردان (فیلم ۱۹۲۳)
«یهودی سرگردان» (انگلیسی: The Wandering Jew (1923 film)) فیلمی در ژانر فانتزی به کارگردانی موریس الوی است.